# GIAT 30
GIAT 30 — серія 30 мм гармат розроблена для заміни зброї серії DEFA 550 для французьких військових літаків.
Представлена у 1980-х GIAT 30 є револьверною гарматою з електричним запаленням і автоматичною перезарядкою. На відміну від гармат DEFA, робота механізму заряджання приводиться у дію електрично, замість газовідведення, покращуючи надійність і темп стрільби.
Існує дві версії GIAT 30.

## GIAT 30M 781
Спочатку призначалася для вертольотів пропонувалася для встановлення у турелях, гондолах і фіксованого встановлення. Довжина складала 1,87 м, загальна вага системи 65 кг. Вона розроблена для стрільби набоями ADEN/DEFA 30x113В мм. Вага набою коливається від 244 г (8,6 унція) для HEI до 270 г (9,5 унція) для APHEI-SD. Типова дулова швидкість складає 810 м/с (2 700 фут/с) з темпом стрільби 750 пострілів за хвилину.
Через великий відбій, з гармати, зазвичай, використовують для стрільби одиночними пострілами або контрольованими чергами, рідше довгими чергами. Гармата 30M 781 встановлена на вертольоті Eurocopter Tiger і також пропонувалися для ВМС як частина системи NARWHAL (NAval Remote Weapon High Accuracy and Light).
Боєприпаси: HEI; SAPHEI; APHEI-SD; API-T; TP.

## GIAT 30M 791
Розроблена для винищувачів, таких як Dassault Rafale. Вона використовує нові набої 30x150В мм різних типів. Дулова швидкість складає 1 025 м/с (3 360 фут/с). Темп вогню змінний, може складати 300, 600, 1500 або 2500 пострілів за хвилину. Вона може стріляти довгими чергами або контрольованими чергами тривалістю 0.5 або 1 сек.